# 国分駅 (香川県)
国分駅（こくぶえき）は、香川県高松市国分寺町国分にある、四国旅客鉄道（JR四国）予讃線の駅である。
宇多津駅から分岐する本四備讃線へ直通する列車も早朝・夜間に限り停車し、この系統には「瀬戸大橋線」の愛称が付けられている。
駅番号はY04で、駅表示パネルのコメントは「サヌカイトと盆栽の駅」となっている。

## 歴史
- 1897年（明治30年）2月21日 ：讃岐鉄道の駅として、高松 - 丸亀間開通時に開設[2]。
- 1904年（明治37年）12月1日：讃岐鉄道が山陽鉄道に営業譲渡[3]。
- 1906年（明治39年）12月1日：国有化され、官設鉄道の駅となる[2][3]。
- 1969年（昭和44年）10月1日：配達取扱廃止[2]。
- 1970年（昭和45年）6月1日：貨物取扱廃止[2]。
- 1971年（昭和46年）9月：跨線橋設置[4]。
- 1972年（昭和47年）4月1日：停留所化及び荷物の取扱を廃止[5]、無人駅化[6]。
- 1978年（昭和53年）3月：駅舎改築[7]。
- 1987年（昭和62年）4月1日：国鉄分割民営化に伴い、四国旅客鉄道（JR四国）の駅となる[2]。
- 2014年（平成26年）3月1日：ICカード「ICOCA」の利用が可能となる[8]。ICカード専用簡易改札機で対応。

## 駅構造
相対式ホーム2面2線を有する地上駅。以前は高松方に歩行者専用踏切（警報機・遮断機無し）があったが、ホームが寄せられたため撤去された。当駅の坂出寄りは大きくカーブしており、上り列車からの見通しは極めて悪い。実際、この踏切では1983年1月に小学生が上り急行列車にはねられ死亡する事故が発生している。
かつては有人駅であったが、現在は駅本屋内と坂出方面のりばに近距離きっぷ用券売機が設置されているのみである。トイレ（汲取り式）あり。

### のりば

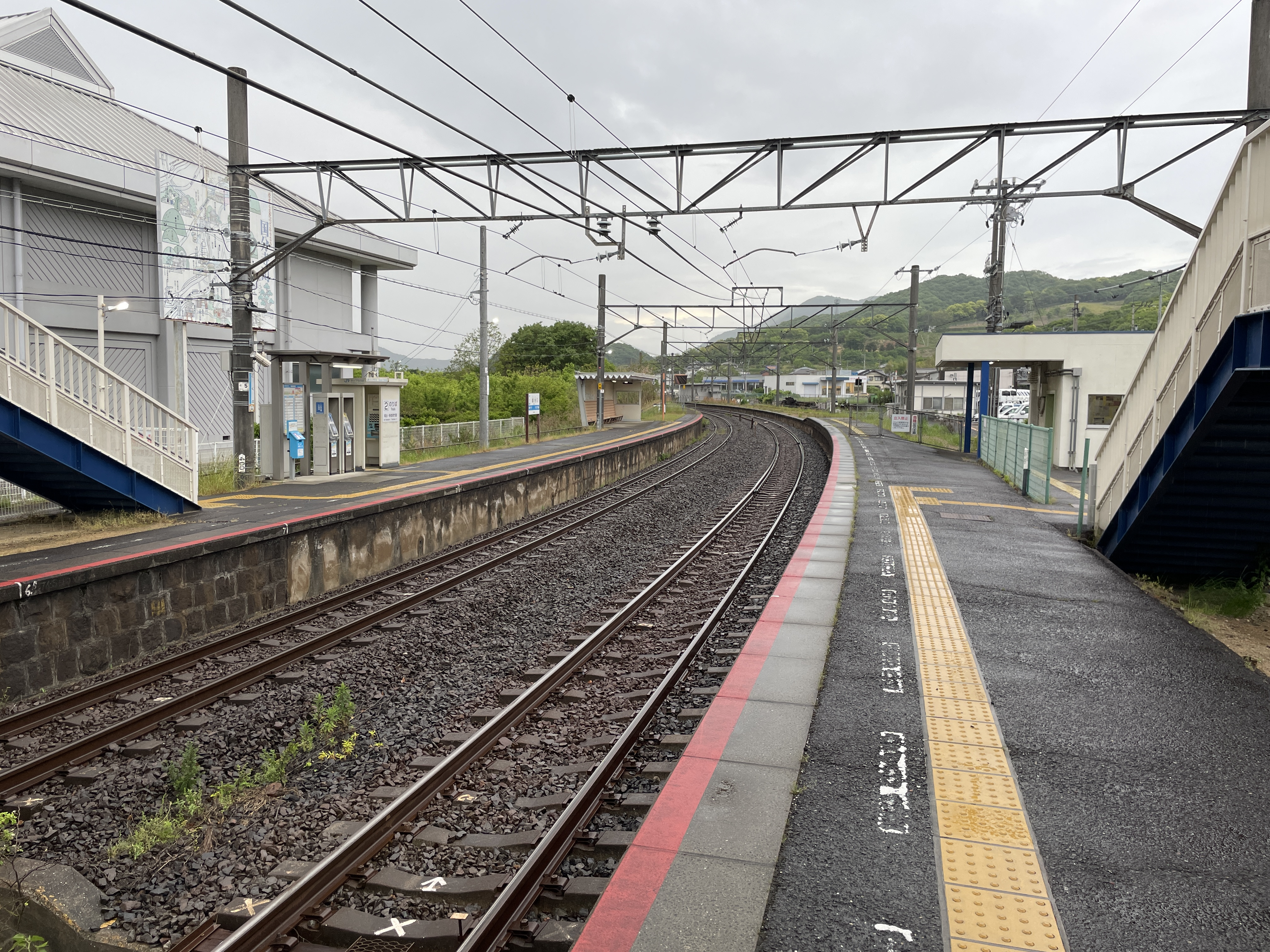
ホーム（2023年5月）

（駅舎側から）
| のりば | 路線    | 方向 | 行先                     | 備考                      |
| ------ | ------- | ---- | ------------------------ | ------------------------- |
| 1      | ■予讃線 | 上り | 高松方面                 |                           |
| 2      | ■予讃線 | 下り | 多度津・観音寺・琴平方面 | ■瀬戸大橋線岡山方面を含む |

- ホーム（2023年5月）

## 利用状況
1日平均の乗車人員は以下の通り。
| 乗車人員推移 | 乗車人員推移 |
| 年度         | 1日平均人数  |
| ------------ | ------------ |
| 2008年       | 368          |
| 2009年       | 356          |
| 2010年       | 339          |
| 2011年       | 346          |
| 2012年       | 344          |
| 2013年       | 369          |
| 2014年       | 376          |
| 2015年       |              |
| 2016年       |              |
| 2017年       | 376          |
| 2018年       | 395          |
| 2019年       | 399          |

## 駅周辺
当駅から少し西へ行くと坂出市に入る。
- 香川県青年センター
- 国分駅前簡易郵便局
- 讃岐国分寺跡
- 四国八十八箇所80番札所国分寺
- 関ノ池
- 高松エクスプレス（フットバス）本社・国分寺バスターミナル
- 英明高等学校国分寺学舎
  - かつての香川県明善短期大学の校地を転用。
- マルヨシセンター本部
- 香川県農業試験場 府中果樹研究所
- 国道11号（高松南バイパス、坂出丸亀バイパス）
- 香川県道33号高松善通寺線

### バス路線
香川県道33号線沿いに「国分駅前」停留所があり、国分寺町コミュニティバスの［国分駅 - 端岡駅 - 運動公園線］が経由する。

## 隣の駅
四国旅客鉄道（JR四国）
■予讃線（■瀬戸大橋線含む）
■快速「マリンライナー」（早朝・深夜以外）・■快速「サンポート」（朝の上り・夕方の上り1本以外）
通過
■快速「マリンライナー」（早朝・深夜のみ）・■快速「サンポート」（朝の上り・夕方の上り1本）
端岡駅 (Y03) - 国分駅 (Y04) - 鴨川駅 (Y06)
■普通
端岡駅 (Y03) - 国分駅 (Y04) - 讃岐府中駅 (Y05)